# Championnat du monde de badminton par équipes masculines 2002
Navigation
Kuala Lumpur 2000 Jakarta 2004
La 22e édition du championnat du monde de badminton par équipes masculines, appelé également Thomas  Cup, a eu lieu du 9 au 19 mai 2002 à Canton en Chine.

## Format de la compétition
44 nations participent à la Thomas Cup. À l'issue d'une phase de qualifications, 6 équipes accèdent à la phase finale où elles sont rejointes par le tenant du titre et le pays organisateur qui sont qualifiés d'office.
Les 8 nations participantes sont placées dans 2 groupes de 4 équipes, où chacune rencontre les 3 autres. Les deux premiers se qualifient pour des demi-finales croisées.
Chaque rencontre se joue en 5 matches : 3 simples et 2 doubles qui peuvent être joués dans n'importe quel ordre (accord entre les équipes).
L'édition 2002 est la seule au cours de laquelle les matches se jouaient en 5 sets de 7 points.

## Qualifications
- Qualifié pour la phase finale

### A La Havane, Cuba
| Groupe A                                                            | Groupe A | Groupe A   |
| ------------------------------------------------------------------- | -------- | ---------- |
| États-Unis                                                          | 5-0      | Barbade    |
| États-Unis                                                          | 4-1      | Cuba       |
| Cuba                                                                | 5-0      | Barbade    |
| Groupe B                                                            |          |            |
| Italie                                                              | 5-0      | Jamaïque   |
| Italie                                                              | 5-0      | Porto Rico |
| Jamaïque                                                            | 5-0      | Porto Rico |
| Matches de classement                                               |          |            |
| Barbade                                                             | 3-2      | Porto Rico |
| Cuba                                                                | 3-2      | Jamaïque   |
| Finale                                                              |          |            |
| États-Unis                                                          | 3-1      | Italie     |
| États-Unis qualifiés pour le 2e tour des qualifications européennes |          |            |

### A Eindhoven, Pays-Bas
| Groupe A           | Groupe A | Groupe A  |
| ------------------ | -------- | --------- |
| Écosse             | 5-0      | Brésil    |
| Écosse             | 5-0      | Grèce     |
| Écosse             | 3-2      | Islande   |
| Islande            | 5-0      | Brésil    |
| Islande            | 3-2      | Grèce     |
| Grèce              | 3-2      | Brésil    |
| Groupe B           |          |           |
| Pays de Galles     | 5-0      | Israël    |
| Pays de Galles     | 5-0      | Pérou     |
| Pays de Galles     | 4-1      | Slovénie  |
| Slovénie           | 5-0      | Pérou     |
| Slovénie           | 5-0      | Israël    |
| Pérou              | 4-1      | Israël    |
| Groupe C           |          |           |
| Pologne            | 5-0      | Hongrie   |
| Pologne            | 5-0      | Irlande   |
| Pologne            | 3-2      | Belgique  |
| Belgique           | 5-0      | Irlande   |
| Belgique           | 4-1      | Hongrie   |
| Irlande            | 3-2      | Hongrie   |
| Groupe D           |          |           |
| Russie             | 5-0      | Portugal  |
| Russie             | 5-0      | Tchéquie  |
| Russie             | 5-0      | Suisse    |
| Portugal           | 3-2      | Tchéquie  |
| Portugal           | 3-2      | Suisse    |
| République tchèque | 3-2      | Suisse    |
| Groupe E           |          |           |
| Espagne            | 5-0      | Bulgarie  |
| Espagne            | 5-0      | Lettonie  |
| Espagne            | 4-1      | Autriche  |
| Autriche           | 3-2      | Bulgarie  |
| Autriche           | 5-0      | Lettonie  |
| Bulgarie           | 5-0      | Lettonie  |
| Groupe F           |          |           |
| Ukraine            | 5-0      | Sri Lanka |
| Ukraine            | 4-1      | Finlande  |
| Ukraine            | 4-1      | Norvège   |
| Finlande           | 5-0      | Norvège   |
| Finlande           | 5-0      | Sri Lanka |
| Norvège            | 5-0      | Sri Lanka |

| Groupe W         | Groupe W | Groupe W         |
| ---------------- | -------- | ---------------- |
| Danemark         | 5-0      | Nouvelle-Zélande |
| Danemark         | 5-0      | Pays de Galles   |
| Danemark         | 4-1      | Espagne          |
| Nouvelle-Zélande | 4-1      | Espagne          |
| Nouvelle-Zélande | 4-1      | Pays de Galles   |
| Pays de Galles   | 3-2      | Espagne          |
| Groupe X         |          |                  |
| Suède            | 4-1      | France           |
| Suède            | 4-1      | États-Unis       |
| Suède            | 4-1      | Ukraine          |
| Ukraine          | 4-1      | États-Unis       |
| Ukraine          | 3-2      | France           |
| France           | 3-2      | États-Unis       |
| Groupe Y         |          |                  |
| Allemagne        | 4-1      | Canada           |
| Allemagne        | 4-1      | Pays-Bas         |
| Allemagne        | 4-1      | Écosse           |
| Pays-Bas         | 4-1      | Canada           |
| Pays-Bas         | 4-1      | Écosse           |
| Canada           | 4-1      | Écosse           |
| Groupe Z         |          |                  |
| Inde             | 4-1      | Pologne          |
| Inde             | 3-2      | Angleterre       |
| Inde             | 3-2      | Russie           |
| Angleterre       | 5-0      | Russie           |
| Angleterre       | 4-1      | Pologne          |
| Russie           | 3-2      | Pologne          |

| Demi-finales    | Demi-finales | Demi-finales |
| --------------- | ------------ | ------------ |
| Danemark        | 3-0          | Suède        |
| Allemagne       | 3-0          | Inde         |
| Troisième place |              |              |
| Suède           | 3-1          | Inde         |
| Finale          |              |              |
| Danemark        | 3-0          | Allemagne    |

### A Melbourne, Australie
| Groupe A       | Groupe A | Groupe A       |
| -------------- | -------- | -------------- |
| Malaisie       | 5-0      | Australie      |
| Malaisie       | 5-0      | Hong Kong      |
| Malaisie       | 5-0      | Singapour      |
| Malaisie       | 4-1      | Japon          |
| Japon          | 5-0      | Australie      |
| Japon          | 3-2      | Hong Kong      |
| Japon          | 3-2      | Singapour      |
| Singapour      | 5-0      | Australie      |
| Singapour      | 4-1      | Hong Kong      |
| Hong Kong      | 3-2      | Australie      |
| Groupe B       |          |                |
| Corée du Sud   | 5-0      | Macao          |
| Corée du Sud   | 5-0      | Thaïlande      |
| Corée du Sud   | 4-1      | Taipei chinois |
| Thaïlande      | 5-0      | Macao          |
| Thaïlande      | 3-2      | Taipei chinois |
| Taipei chinois | 5-0      | Macao          |

| Demi-finales    | Demi-finales | Demi-finales |
| --------------- | ------------ | ------------ |
| Corée du Sud    | 3-0          | Japon        |
| Malaisie        | 3-0          | Thaïlande    |
| Troisième place |              |              |
| Thaïlande       | 3-2          | Japon        |
| Finale          |              |              |
| Malaisie        | 3-0          | Corée du Sud |

## Tournoi final

### Pays participants
| Confédération   | Pays                            |
| --------------- | ------------------------------- |
| Asie            | Corée du Sud Malaisie Thaïlande |
| Europe          | Danemark Allemagne Suède        |
| Tenant du titre | Indonésie                       |
| Pays hôte       | Chine                           |

### Phase de groupes

#### Groupe A

##### Classement et résultats
| Équipe       | Pts | J | G | P | Matches + | Matches - | Diff. |
| ------------ | --- | - | - | - | --------- | --------- | ----- |
| Chine        | 6   | 3 | 3 | 0 | 12        | 3         | +9    |
| Danemark     | 5   | 3 | 2 | 1 | 10        | 5         | +5    |
| Corée du Sud | 4   | 3 | 1 | 2 | 8         | 7         | +1    |
| Suède        | 3   | 3 | 0 | 3 | 0         | 15        | -15   |

| Date   | Résultats    | Résultats | Résultats    |
| ------ | ------------ | --------- | ------------ |
| 9 mai  | Chine        | 5-0       | Suède        |
| 9 mai  | Danemark     | 3-2       | Corée du Sud |
| 11 mai | Chine        | 3-2       | Danemark     |
| 11 mai | Corée du Sud | 5-0       | Suède        |
| 14 mai | Danemark     | 5-0       | Suède        |
| 14 mai | Chine        | 4-1       | Corée du Sud |

##### Détail des matches
| 9 mai | Chine                 | 5 - 0 | Suède                                | Score              |
| ----- | --------------------- | ----- | ------------------------------------ | ------------------ |
| SH    | Xia Xuanze            | 1-0   | Rasmus Wengberg                      | 7-0, 7-2, 7-2      |
| SH    | Lin Dan               | 1-0   | Daniel Eriksson                      | 7-2, 8-7, 7-4      |
| SH    | Luo Yigang            | 1-0   | Per-Henrik Croona                    | 7-3, 7-2, 7-4      |
| DH    | Zhang Jun / Zhang Wei | 1-0   | Johan Holm / Joakim Andersson        | 7-3, 7-3, 7-1      |
| DH    | Cheng Rui / Wang Wei  | 1-0   | Henrik Andersson / Fredrik Bergström | 7-1, 7-0, 3-7, 7-3 |

| 9 mai | Danemark           | 3 - 2              | Corée du Sud       | Score              |
| ----- | ------------------ | ------------------ | ------------------ | ------------------ |
| SH    | résultat non connu | résultat non connu | résultat non connu | résultat non connu |
| SH    | résultat non connu | résultat non connu | résultat non connu | résultat non connu |
| SH    | résultat non connu | résultat non connu | résultat non connu | résultat non connu |
| DH    | résultat non connu | résultat non connu | résultat non connu | résultat non connu |
| DH    | résultat non connu | résultat non connu | résultat non connu | résultat non connu |

| 11 mai | Chine                 | 3 - 2 | Danemark                               | Score              |
| ------ | --------------------- | ----- | -------------------------------------- | ------------------ |
| SH     | Xia Xuanze            | 1-0   | Kenneth Jonassen                       | 8-6, 2-7, 7-1, 7-1 |
| SH     | Bao Chunlai           | 1-0   | Anders Boesen                          | 7-3, 7-2, 7-5      |
| SH     | Lin Dan               | 1-0   | Peter Rasmussen                        | 7-1, 7-3, 1-7, 7-2 |
| DH     | Zhang Jun / Zhang Wei | 0-1   | Martin Lundgaard Hansen / Jens Eriksen | 2-7, 3-7, 3-7      |
| DH     | Cheng Rui / Wang Wei  | 0-1   | Jonas Rasmussen / Lars Paaske          | 4-7, 5-7, 7-2, 5-7 |

| 11 mai | Corée du Sud                 | 5 - 0 | Suède                                | Score                   |
| ------ | ---------------------------- | ----- | ------------------------------------ | ----------------------- |
| SH     | Lee Hyun-il                  | 1-0   | Rasmus Wengberg                      | 1-7, 7-2, 7-3, 2-7, 7-2 |
| SH     | Shon Seung-mo                | 1-0   | Daniel Eriksson                      | 7-1, 7-5, 7-1           |
| SH     | Jang Young-soo               | 1-0   | Martin Hagberg                       | 6-8, 7-3, 8-6, 7-4      |
| DH     | Ha Tae-kwon / Kim Dong-moon  | 1-0   | Johan Holm / Joakim Andersson        | 7-0, 7-1, 7-2           |
| DH     | Lee Dong-soo / Yoo Yong-sung | 1-0   | Henrik Andersson / Fredrik Bergström | 7-5, 7-5, 7-2           |

| 14 mai | Danemark                               | 5 - 0 | Suède                                | Score                   |
| ------ | -------------------------------------- | ----- | ------------------------------------ | ----------------------- |
| SH     | Kenneth Jonassen                       | 1-0   | Rasmus Wengberg                      | 7-4, 5-7, 8-6, 7-5      |
| SH     | Anders Boesen                          | 1-0   | Per-Henrik Croona                    | 7-3, 7-1, 7-1           |
| SH     | Peter Rasmussen                        | 1-0   | Martin Hagberg                       | 7-2, 7-1, 5-7, 7-1      |
| DH     | Martin Lundgaard Hansen / Jens Eriksen | 1-0   | Johan Holm / Joakim Andersson        | 7-1, 7-1, 8-6           |
| DH     | Lars Paaske / Jonas Rasmussen          | 1-0   | Henrik Andersson / Fredrik Bergström | 7-4, 7-0, 4-7, 5-7, 7-5 |

| 14 mai | Chine                  | 4 - 1 | Corée du Sud                  | Score              |
| ------ | ---------------------- | ----- | ----------------------------- | ------------------ |
| SH     | Xia Xuanze             | 1-0   | Lee Hyun-il                   | 7-5, 7-1, 7-5      |
| SH     | Lin Dan                | 1-0   | Shon Seung-mo                 | 7-5, 7-2, 7-2      |
| SH     | Luo Yigang             | 1-0   | Jang Young-soo                | 7-4, 7-4, 7-2      |
| DH     | Cheng Rui / Wang Wei   | 0-1   | Yoo Yong-sung / Kim Dong-moon | 4-7, 4-7, 4-7      |
| DH     | Zhang Wei / Chen Qiqiu | 1-0   | Lee Dong-soo / Ha Tae-kwon    | 7-4, 4-7, 7-3, 7-1 |

#### Groupe B

##### Classement et résultats
| Équipe    | Pts | J | G | P | Matches + | Matches - | Diff. |
| --------- | --- | - | - | - | --------- | --------- | ----- |
| Indonésie | 6   | 3 | 3 | 0 | 14        | 1         | +13   |
| Malaisie  | 5   | 3 | 2 | 1 | 11        | 4         | +7    |
| Thaïlande | 4   | 3 | 1 | 2 | 4         | 11        | -7    |
| Allemagne | 3   | 3 | 0 | 3 | 1         | 14        | -13   |

| Date   | Résultats | Résultats | Résultats |
| ------ | --------- | --------- | --------- |
| 10 mai | Malaisie  | 5-0       | Allemagne |
| 10 mai | Indonésie | 5-0       | Thaïlande |
| 12 mai | Malaisie  | 1-4       | Indonésie |
| 12 mai | Thaïlande | 4-1       | Allemagne |
| 14 mai | Malaisie  | 5-0       | Thaïlande |
| 14 mai | Indonésie | 5-0       | Allemagne |

##### Détail des matches
| 10 mai | Malaisie                         | 5 - 0 | Allemagne                      | Score         |
| ------ | -------------------------------- | ----- | ------------------------------ | ------------- |
| SH     | Wong Choong Hann                 | 1-0   | Björn Joppien                  | 7-4, 7-5, 7-3 |
| SH     | Muhammad Hafiz Hashim            | 1-0   | Jens Roch                      | 7-2, 7-0, 7-4 |
| SH     | Lee Tsuen Seng                   | 1-0   | Oliver Pongratz                | 7-0, 7-1, 7-0 |
| DH     | Chan Chong Ming / Chew Choon Eng | 1-0   | Kristof Hopp / Thomas Tesche   | 7-1, 7-4, 7-3 |
| DH     | Choong Tan Fook / Chang Kim Wai  | 1-0   | Jochen Cassel / Joachim Tesche | 8-6, 7-1, 7-3 |

| 10 mai | Indonésie                        | 5 - 0 | Thaïlande                                  | Score                   |
| ------ | -------------------------------- | ----- | ------------------------------------------ | ----------------------- |
| SH     | Marleve Mainaky                  | 1-0   | Boonsak Ponsana                            | 7-4, 7-4, 7-2           |
| SH     | Taufik Hidayat                   | 1-0   | Anupap Thiraratsakul                       | 1-7, 2-7, 8-7, 8-7, 7-0 |
| SH     | Hendrawan                        | 1-0   | Jakrapan Thanathiratham                    | 0-7, 8-7, 7-5, 2-7, 7-1 |
| DH     | Candra Wijaya / Sigit Budiarto   | 1-0   | Pramote Teerawiwatana / Tesana Panvisavas  | 8-6, 7-0, 7-4           |
| DH     | Halim Haryanto / Tri Kusharyanto | 1-0   | Khunakorn Sudhisodhi / Patapol Ngernsrisuk | 7-5, 7-5, 7-1           |

| 12 mai | Malaisie           | 1 - 4              | Indonésie          | Score              |
| ------ | ------------------ | ------------------ | ------------------ | ------------------ |
| SH     | résultat non connu | résultat non connu | résultat non connu | résultat non connu |
| SH     | résultat non connu | résultat non connu | résultat non connu | résultat non connu |
| SH     | résultat non connu | résultat non connu | résultat non connu | résultat non connu |
| DH     | résultat non connu | résultat non connu | résultat non connu | résultat non connu |
| DH     | résultat non connu | résultat non connu | résultat non connu | résultat non connu |

| 12 mai | Thaïlande                                  | 4 - 1 | Allemagne                          | Score              |
| ------ | ------------------------------------------ | ----- | ---------------------------------- | ------------------ |
| SH     | Boonsak Ponsana                            | 1-0   | Björn Joppien                      | 7-4, 7-1, 1-7, 7-0 |
| SH     | Anupap Thiraratsakul                       | 1-0   | Jens Roch                          | 7-3, 7-0, 7-3      |
| SH     | Jakrapan Thanathiratham                    | 0-1   | Oliver Pongratz                    | 7-1, 5-7, 2-7, 4-7 |
| DH     | Pramote Teerawiwatana / Tesana Panvisavas  | 1-0   | Kristof Hopp / Thomas Tesche       | 7-5, 7-0, 6-8, 8-6 |
| DH     | Khunakorn Sudhisodhi / Patapol Ngernsrisuk | 1-0   | Ingo Kindervater / Björn Siegemund | 7-3, 7-3, 7-5      |

| 14 mai | Malaisie                         | 5 - 0 | Thaïlande                                  | Score              |
| ------ | -------------------------------- | ----- | ------------------------------------------ | ------------------ |
| SH     | Wong Choong Hann                 | 1-0   | Boonsak Ponsana                            | 7-5, 7-1, 7-3      |
| SH     | Ong Ewe Hock                     | 1-0   | Anupap Thiraratsakul                       | 7-0, 7-3, 7-3      |
| SH     | Roslin Hashim                    | 1-0   | Jakrapan Thanathiratham                    | 7-5, 7-2, 7-4      |
| DH     | Chan Chong Ming / Chew Choon Eng | 1-0   | Pramote Teerawiwatana / Tesana Panvisavas  | 8-6, 8-6, 7-5      |
| DH     | Choong Tan Fook / Lee Wan Wah    | 1-0   | Khunakorn Sudhisodhi / Patapol Ngernsrisuk | 8-7, 5-7, 8-6, 7-2 |

| 14 mai | Indonésie                         | 5 - 0 | Allemagne                          | Score              |
| ------ | --------------------------------- | ----- | ---------------------------------- | ------------------ |
| SH     | Hendrawan                         | 1-0   | Björn Joppien                      | 5-7, 7-5, 7-1, 7-5 |
| SH     | Budi Santoso                      | 1-0   | Jens Roch                          | 7-5, 7-0, 5-7, 7-5 |
| SH     | Rony Agustinus                    | 1-0   | Conrad Hückstädt                   | 7-4, 7-1, 7-3      |
| DH     | Sigit Budiarto / Halim Haryanto   | 1-0   | Ingo Kindervater / Björn Siegemund | 8-6, 7-4, 7-3      |
| DH     | Candra Wijaya / Bambang Suprianto | 1-0   | Jochen Cassel / Joachim Tesche     | 7-1, 7-0, 7-4      |

### Phase finale
|  | Demi-finales | Demi-finales |          |   | Finale | Finale |
|  | Demi-finales | Demi-finales |          |   | Finale | Finale |
|  |              |              |          |   |        |        |
|  | 16 mai       | 16 mai       |          |   | 19 mai | 19 mai |
|  | 16 mai       | 16 mai       |          |   | 19 mai | 19 mai |
|  | Chine        | 1            |          |   | 19 mai | 19 mai |
|  | Chine        | 1            |          |   | 19 mai | 19 mai |
|  | Malaisie     | 3            |          |   | 19 mai | 19 mai |
|  | Malaisie     | 3            | Malaisie | 2 |        |        |
|  | 17 mai       |              | Malaisie | 2 |        |        |
|  |              | Indonésie    | 3        |   |        |        |
|  | Indonésie    | Indonésie    | 3        | 3 |        |        |
|  | Indonésie    |              |          | 3 |        |        |
|  | Danemark     | 0            |          |   |        |        |
|  | Danemark     | 0            |          |   |        |        |

### Demi-finales
| 17 mai | Chine                  | 1 - 3 | Malaisie                         | Score                   |
| ------ | ---------------------- | ----- | -------------------------------- | ----------------------- |
| SH     | Xia Xuanze             | 1-0   | Wong Choong Hann                 | 6-8, 8-6, 7-5, 8-6      |
| SH     | Bao Chunlai            | 0-1   | Muhammad Hafiz Hashim            | 7-1, 4-7, 7-8, 7-1, 5-7 |
| DH     | Zhang Wei / Chen Qiqiu | 0-1   | Choong Tan Fook / Lee Wan Wah    | 7-1, 8-6, 1-7, 3-7, 3-7 |
| DH     | Zhang Jun / Wang Wei   | 0-1   | Chan Chong Ming / Chew Choon Eng | 4-7, 5-7, 2-7           |
| SH     | Lin Dan                | -     | Lee Tsuen Seng                   | non joué                |

| 17 mai | Indonésie                        | 3 - 0 | Danemark                               | Score                   |
| ------ | -------------------------------- | ----- | -------------------------------------- | ----------------------- |
| SH     | Marleve Mainaky                  | 1-0   | Kenneth Jonassen                       | 3-7, 6-8, 7-5, 7-0, 7-2 |
| SH     | Taufik Hidayat                   | 1-0   | Anders Boesen                          | 6-8, 3-7, 7-5, 7-3, 7-1 |
| DH     | Candra Wijaya / Sigit Budiarto   | 1-0   | Jens Eriksen / Martin Lundgaard Hansen | 7-1, 7-2, 6-8, 7-4      |
| DH     | Halim Haryanto / Tri Kusharyanto | -     | Lars Paaske / Jonas Rasmussen          | non joué                |
| SH     | Hendrawan                        | -     | Peter Rasmussen                        | non joué                |

### Finale
| 19 mai | Indonésie                        | 3 - 2 | Malaisie                         | Score                   |
| ------ | -------------------------------- | ----- | -------------------------------- | ----------------------- |
| SH     | Marleve Mainaky                  | 0-1   | Wong Choong Hann                 | 5-7, 5-7, 1-7           |
| DH     | Candra Wijaya / Sigit Budiarto   | 1-0   | Chan Chong Ming / Chew Choon Eng | 7-3, 7-4, 7-2           |
| SH     | Taufik Hidayat                   | 0-1   | Lee Tsuen Seng                   | 7-1, 5-7, 2-7, 7-2, 3-7 |
| DH     | Halim Haryanto / Tri Kusharyanto | 1-0   | Choong Tan Fook / Lee Wan Wah    | 8-7, 7-8, 7-1, 7-3      |
| SH     | Hendrawan                        | 1-0   | Roslin Hashim                    | 8-7, 7-2, 7-1           |